# Atletica leggera ai Giochi della XXXI Olimpiade - Lancio del disco femminile

Video ufficiale della Finale

Il lancio del disco ha fatto parte del programma femminile di atletica leggera ai Giochi della XXXI Olimpiade. La competizione si è svolta nei giorni 15 e 16 agosto allo Stadio Nilton Santos di Rio de Janeiro.

## Presenze ed assenze delle campionesse in carica
Per i campionati europei si considera l'edizione del 2014.
| Competizione             | Atleta          | Prestazione | Rio 2016   |
| ------------------------ | --------------- | ----------- | ---------- |
| Olimpiadi 2012           | Sandra Perković | 69,11 m     | Presente   |
| Commonwealth 2014        | Dani Samuels    | 64,88 m     | Presente   |
| Europei 2014             | Sandra Perković | 71,08 m     | Presente   |
| Asiatici 2014            | Seema Punia     | 61,03 m     | Presente   |
| Panamericani 2015        | Denia Caballero | 65,39 m     | Presente   |
| Mondiali 2015            | Denia Caballero | 69,28 m     | Presente   |
|                          |                 |             |            |
| Olimpiadi giovanili 2010 | Shanice Craft   | 55,49 m     | Presente   |
| Mondiali junior 2012     | Anna Rüh        | 62,38 m     | Non selez. |

## La gara
Il miglior lancio di qualificazione è della cubana Yaime Pérez con 65,38.

La favorità è la croata Sandra Perković, la migliore discobola tra le atlete in attività (ha un personale di 71,08 metri, inarrivabile per le sue rivali).

Per la prima volta nella storia olimpica della specialità, la finale viene disputata alle 11:20 di mattina.

Sandra Perkovic inanella due nulli nei primi due turni. Il terzo lancio è buono: 69,21, che le basta per vincere. Fa peggio di lei la Pérez, che scaglia contro la rete tutti i suoi tre lanci.

La gara delle seconde è dominata dal duello tra l'altra cubana Denia Caballero, campionessa mondiale in carica, e la francese Mélina Robert-Michon, alla sua ultima partecipazione olimpica (ha 37 anni). Dopo tre turni la francese è già in vantaggio con 65,52, 18 cm in più della cubana. Nei tre lanci di finale la Robert si migliora di oltre un metro con 66,73: è il nuovo record nazionale, che le vale l'argento.

La Perkovic scaglia il disco contro la rete in tutti i tre lanci di finale. Vince l'oro olimpico con un unico lancio valido.

## Risultati

### Qualificazione
Qualificazione: 62,00 m (Q) o le migliori 12 misure (q).
| Posizione | Gruppo | Nome                     | Nazionalità   | Lanci | Lanci | Lanci | Risultato | Note |
| Posizione | Gruppo | Nome                     | Nazionalità   | 1°    | 2°    | 3°    | Risultato | Note |
| --------- | ------ | ------------------------ | ------------- | ----- | ----- | ----- | --------- | ---- |
| 1         | B      | Yaime Pérez              | Cuba          | 65,38 |       |       | 65,38     | Q    |
| 2         | B      | Su Xinyue                | Cina          | 65,14 |       |       | 65,14     | Q    |
| 3         | A      | Sandra Perković          | Croazia       | n     | n     | 64,81 | 64,81     | Q    |
| 4         | A      | Dani Samuels             | Australia     | n     | 59,42 | 64,46 | 64,46     | Q    |
| 5         | B      | Nadine Müller            | Germania      | 63,67 |       |       | 63,67     | Q    |
| 6         | A      | Denia Caballero          | Cuba          | n     | n     | 62,94 | 62,94     | Q    |
| 7         | B      | Mélina Robert-Michon     | Francia       | 62,59 |       |       | 62,59     | Q    |
| 8         | A      | Feng Bin                 | Cina          | 55,97 | 62,01 |       | 62,01     | Q    |
| 9         | B      | Julia Fischer            | Germania      | 61,83 | n     | 60,69 | 61,83     | q    |
| 10        | A      | Chen Yang                | Cina          | n     | n     | 61,44 | 61,44     | q    |
| 11        | A      | Zinaida Sendriūtė        | Lituania      | n     | n     | 60,79 | 60,79     | q    |
| 12        | A      | Shanice Craft            | Germania      | 60,23 | n     | n     | 60,23     | q    |
| 13        | A      | Pauline Pousse           | Francia       | n     | n     | 58,98 | 58,98     |      |
| 14        | A      | Chinwe Okoro             | Nigeria       | 57,34 | 58,85 | 58,53 | 58,85     |      |
| 15        | B      | Natalia Semenova         | Ucraina       | n     | 58,41 | n     | 58,41     |      |
| 16        | B      | Tarasue Barnett          | Giamaica      | n     | 54,36 | 58,09 | 58,09     |      |
| 17        | A      | Żaneta Glanc             | Polonia       | 55,27 | 56,09 | 57,88 | 57,88     |      |
| 18        | B      | Karen Gallardo           | Cile          | 57,81 | 55,98 | 55,20 | 57,81     |      |
| 19        | A      | Dragana Tomašević        | Serbia        | 55,87 | 57,67 | n     | 57,67     |      |
| 20        | B      | Seema Antil              | India         | 57,58 | n     | 56,78 | 57,58     |      |
| 21        | B      | Andressa de Morais       | Brasile       | 57,38 | n     | n     | 57,38     |      |
| 22        | A      | Shadae Lawrence          | Giamaica      | 57,09 | n     | n     | 57,09     |      |
| 23        | B      | Sabina Asenjo            | Spagna        | 56,94 | 56,22 | n     | 56,94     |      |
| 24        | B      | Subenrat Insaeng         | Thailandia    | 56,64 | n     | 54,74 | 56,64     |      |
| 25        | B      | Kelsey Card              | Stati Uniti   | n     | 51,16 | 56,41 | 56,41     |      |
| 26        | A      | Hrisoula Anagnostopoulou | Grecia        | n     | 54,84 | 53,19 | 54,84     |      |
| 27        | B      | Rocío Comba              | Argentina     | n     | 54,44 | n     | 54,44     |      |
| 28        | B      | Jade Lally               | Gran Bretagna | 51,60 | 53,99 | 54,06 | 54,06     |      |
| 29        | B      | Shelbi Vaughan           | Stati Uniti   | n     | 53,33 | 46,71 | 53,33     |      |
| 30        | A      | Natalia Stratulat        | Moldavia      | n     | 53,27 | 48,80 | 53,27     |      |
| 31        | A      | Fernanda Martins         | Brasile       | 50,19 | 51,85 | n     | 51,85     |      |
| 32        | A      | Mariya Telushkina        | Kazakistan    | n     | 43,70 | 45,33 | 45,33     |      |
|           | A      | Whitney Ashley           | Stati Uniti   | n     | n     | n     | NM        |      |
|           | B      | Kellion Knibb            | Giamaica      | n     | n     | n     | NM        |      |

### Finale
| Record mondiale      | Gabriele Reinsch | 76,80 m | Neubrandenburg | 9 luglio 1988     |
| Record olimpico      | Martina Hellmann | 72,30 m | Seul           | 29 settembre 1988 |
| Capolista stagionale | Sandra Perković  | 70,88 m | Shanghai       | 14 maggio 2016    |

Martedì 16 agosto, ore 11:20.
| Pos.    | Atleta               | Età | Nazione   | Lanci | Lanci | Lanci | Lanci           | Lanci           | Lanci           | Misura | Note                                     |
| Pos.    | Atleta               | Età | Nazione   | 1°    | 2°    | 3°    | 4°              | 5°              | 6°              | Misura | Note                                     |
| ------- | -------------------- | --- | --------- | ----- | ----- | ----- | --------------- | --------------- | --------------- | ------ | ---------------------------------------- |
| Oro     | Sandra Perković      | 26  | Croazia   | n     | n     | 69,21 | n               | n               | n               | 69,21  |                                          |
| Argento | Mélina Robert-Michon | 37  | Francia   | 65,52 | 64,83 | 65,08 | n               | 66,73           | n               | 66,73  | Record nazionale                         |
| Bronzo  | Denia Caballero      | 26  | Cuba      | 61,80 | n     | 65,34 | 63,82           | n               | 64,64           | 65,34  |                                          |
| 4       | Dani Samuels         | 28  | Australia | 63,57 | n     | 61,21 | 61,95           | 62,87           | 64,90           | 64,90  |                                          |
| 5       | Su Xinyue            | 25  | Cina      | 63,88 | 61,02 | 64,37 | 62,20           | 63,87           | n               | 64,37  |                                          |
| 6       | Nadine Müller        | 31  | Germania  | 63,13 | n     | n     | n               | n               | n               | 63,13  |                                          |
| 7       | Chen Yang            |     | Cina      | 63,11 | n     | 60,47 | 59,19           | n               | n               | 63,11  |                                          |
| 8       | Feng Bin             |     | Cina      | 62,26 | 60,27 | 63,06 | 61,14           | n               | 61,85           | 63,06  |                                          |
| 9       | Julia Fischer        | 26  | Germania  | 60,69 | n     | 62,67 | Non qualificate | Non qualificate | Non qualificate | 62,67  |                                          |
| 10      | Zinaida Sendriūtė    | 32  | Lituania  | 58,25 | 59,95 | 61,89 | Non qualificate | Non qualificate | Non qualificate | 61,89  | Miglior prestazione personale stagionale |
| 11      | Shanice Craft        | 23  | Germania  | n     | 58,39 | 59,85 | Non qualificate | Non qualificate | Non qualificate | 59,85  |                                          |
| 12      | Yaime Pérez          | 25  | Cuba      | n     | n     | n     | Non qualificate | Non qualificate | Non qualificate | NM     |                                          |